# Lijst van nummer 1-hits in de Nederlandse Top 40 in 1971
Deze hits stonden in 1971 op nummer 1 in de Nederlandse Top 40.
| Nummer | Datum        | Artiest                   | Titel                                                                   |
| ------ | ------------ | ------------------------- | ----------------------------------------------------------------------- |
| 89     | 2 januari    | George Harrison           | My Sweet Lord                                                           |
|        | 9 januari    | George Harrison           | My Sweet Lord                                                           |
|        | 16 januari   | George Harrison           | My Sweet Lord                                                           |
|        | 23 januari   | George Harrison           | My Sweet Lord                                                           |
| 90     | 30 januari   | Gilbert O'Sullivan        | Nothing Rhymed                                                          |
|        | 6 februari   | Gilbert O'Sullivan        | Nothing Rhymed                                                          |
|        | 13 februari  | Gilbert O'Sullivan        | Nothing Rhymed                                                          |
|        | 20 februari  | Gilbert O'Sullivan        | Nothing Rhymed                                                          |
|        | 27 februari  | Gilbert O'Sullivan        | Nothing Rhymed                                                          |
| 91     | 6 maart      | Peter Maffay              | Du                                                                      |
|        | 13 maart     | Peter Maffay              | Du                                                                      |
|        | 20 maart     | Peter Maffay              | Du                                                                      |
|        | 27 maart     | Peter Maffay              | Du                                                                      |
|        | 3 april      | Peter Maffay              | Du                                                                      |
| 92     | 10 april     | Waldo de los Ríos         | Mozart symphony no. 40 in G minor KV 550 (First movement) allegro molto |
|        | 17 april     | Waldo de los Ríos         | Mozart symphony no. 40 in G minor KV 550 (First movement) allegro molto |
|        | 24 april     | Waldo de los Ríos         | Mozart symphony no. 40 in G minor KV 550 (First movement) allegro molto |
| 93     | 1 mei        | The Sweet                 | Funny Funny                                                             |
|        | 8 mei        | The Sweet                 | Funny Funny                                                             |
| 94     | 15 mei       | Gilbert O'Sullivan        | Underneath the Blanket Go                                               |
|        | 22 mei       | Gilbert O'Sullivan        | Underneath the Blanket Go                                               |
| 95     | 29 mei       | The Rolling Stones        | Brown Sugar                                                             |
|        | 5 juni       | The Rolling Stones        | Brown Sugar                                                             |
| 96     | 12 juni      | Georgie Fame & Alan Price | Rosetta                                                                 |
| 97     | 19 juni      | Dave & Ansel Collins      | Double Barrel                                                           |
|        | 26 juni      | Dave & Ansel Collins      | Double Barrel                                                           |
|        | 3 juli       | Dave & Ansel Collins      | Double Barrel                                                           |
| 98     | 10 juli      | Wilma & Vader Abraham     | Zou het erg zijn lieve opa                                              |
|        | 17 juli      | Wilma & Vader Abraham     | Zou het erg zijn lieve opa                                              |
| 99     | 24 juli      | Jacques Herb & De Riwi's  | Manuela                                                                 |
|        | 31 juli      | Jacques Herb & De Riwi's  | Manuela                                                                 |
|        | 7 augustus   | Jacques Herb & De Riwi's  | Manuela                                                                 |
| 100    | 14 augustus  | Peret                     | Borriquito...                                                           |
|        | 21 augustus  | Peret                     | Borriquito...                                                           |
|        | 28 augustus  | Peret                     | Borriquito...                                                           |
|        | 4 september  | Peret                     | Borriquito...                                                           |
|        | 11 september | Peret                     | Borriquito...                                                           |
|        | 18 september | Peret                     | Borriquito...                                                           |
|        | 25 september | Peret                     | Borriquito...                                                           |
| 101    | 2 oktober    | Rod McKuen                | Soldiers Who Want to Be Heroes                                          |
|        | 9 oktober    | Rod McKuen                | Soldiers Who Want to Be Heroes                                          |
|        | 16 oktober   | Rod McKuen                | Soldiers Who Want to Be Heroes                                          |
|        | 23 oktober   | Rod McKuen                | Soldiers Who Want to Be Heroes                                          |
| 102    | 30 oktober   | Middle of the Road        | Soley Soley                                                             |
|        | 6 november   | Middle of the Road        | Soley Soley                                                             |
|        | 13 november  | Middle of the Road        | Soley Soley                                                             |
|        | 20 november  | Middle of the Road        | Soley Soley                                                             |
| 103    | 27 november  | Rod McKuen                | Without a Worry in the World                                            |
| 104    | 4 december   | Les Poppys                | Non, non, rien n'a changé                                               |
|        | 11 december  | Les Poppys                | Non, non, rien n'a changé                                               |
| 105    | 18 december  | Mouth & MacNeal           | How Do You Do                                                           |
|        | 25 december  | Mouth & MacNeal           | How Do You Do                                                           |